# Купер, Сэмюэл (художник)
Сэмюэл Купер (англ. Samuel Cooper; 1609, Лондон — 5 мая 1672, Лондон) — английский живописец, мастер портретной миниатюры.

## Биография
Считается, что Сэмюэл Купер родился в Лондоне и был племянником Джона Хоскинса, художника-миниатюриста, у которого он получил образование. Согласно воспоминаниям Сэмюэла Пипса, он был превосходным музыкантом, хорошо играл на лютне и свободно говорил по-французски. По словам других писателей-современников, он был невысоким, плотным мужчиной с румяным лицом. Он женился на некой Кристиане, портрет которой находится в аббатстве Уэлбек, и у него была одна дочь. Сестра Кристианы Эдит была матерью знаменитого поэта Александра Поупа.
В 1668 году Сэмюэл Купер написал портрет миссис Пипс. Известно, что он также написал портрет писателя и антиквара Джона Обри, который был подарен в 1691 году музею Эшмола. Джон Ивлин упоминает художника в 1662 году, когда Купер портретировал короля для его профиля при новой чеканке монет.
Произведения Сэмюэля Купера хранятся в Виндзорском замке, замке Бельвуар, Монтегю-хаусе, аббатстве Уэлбек, Хэм-хаусе, Рейксмюсеуме в Амстердаме. Его самая большая миниатюра находится во владении герцога Ричмонда и Гордона в Гудвуде. Часть работ художника можно увидеть в коллекции аббатства Уэлбек, а один из его рисунков чёрным мелом находится в университетской галерее в Оксфорде. Его собственный портрет хранится в коллекции Дж. Пирпонта Моргана.
После длительной болезни Сэмюэл Купер скончался в Лондоне 4 мая 1672 года. Похоронен в старой церкви Сент-Панкрас.

## Галерея

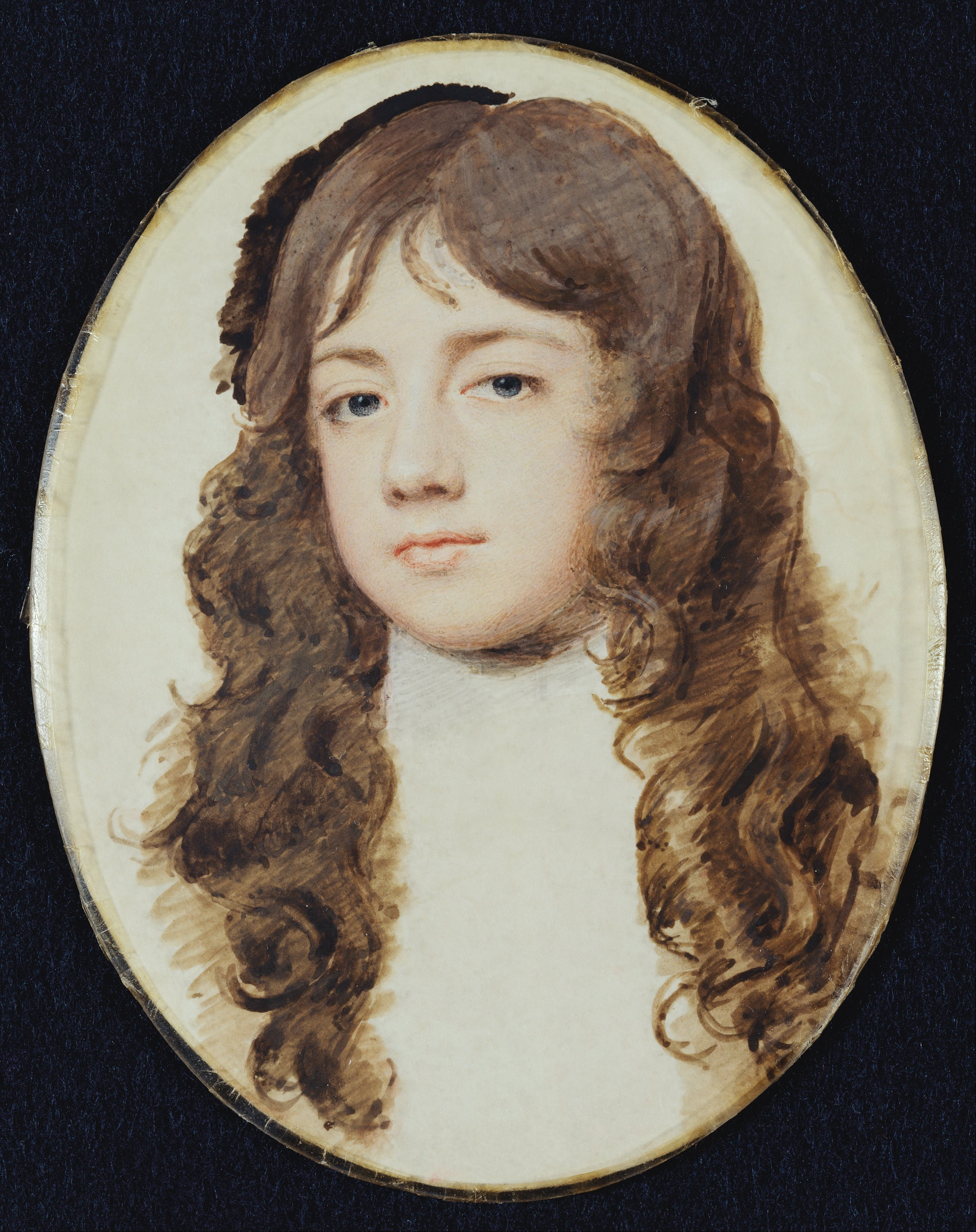
Джеймс Скотт, герцог Монмут и Баклю. Между 1664 и 1665. Пергамент, акварель. Королевская коллекция, Великобритания
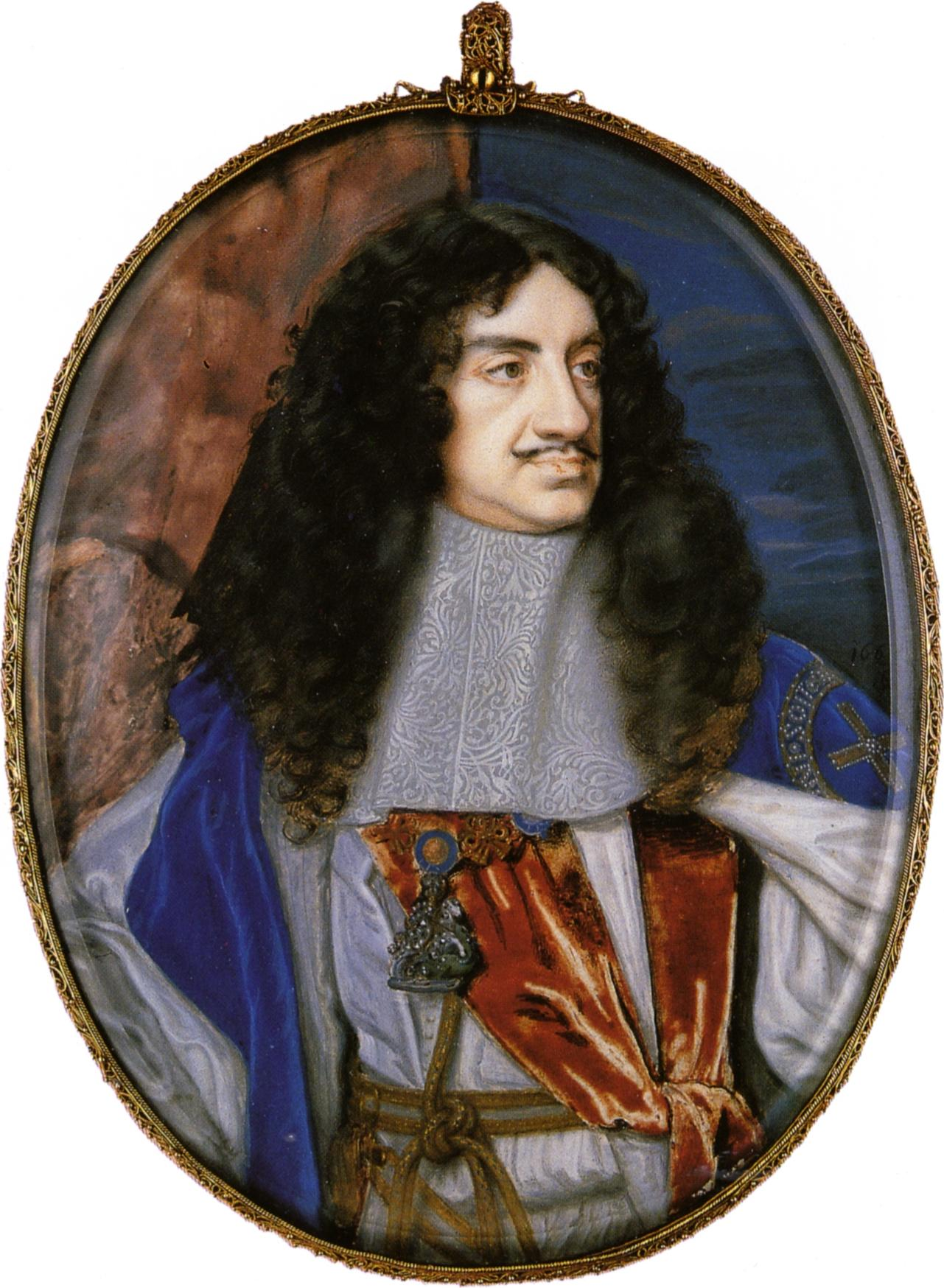
Портрет Карла II в королевском одеянии. 1665. Пергамент, акварель. Маурицхёйс, Гаага
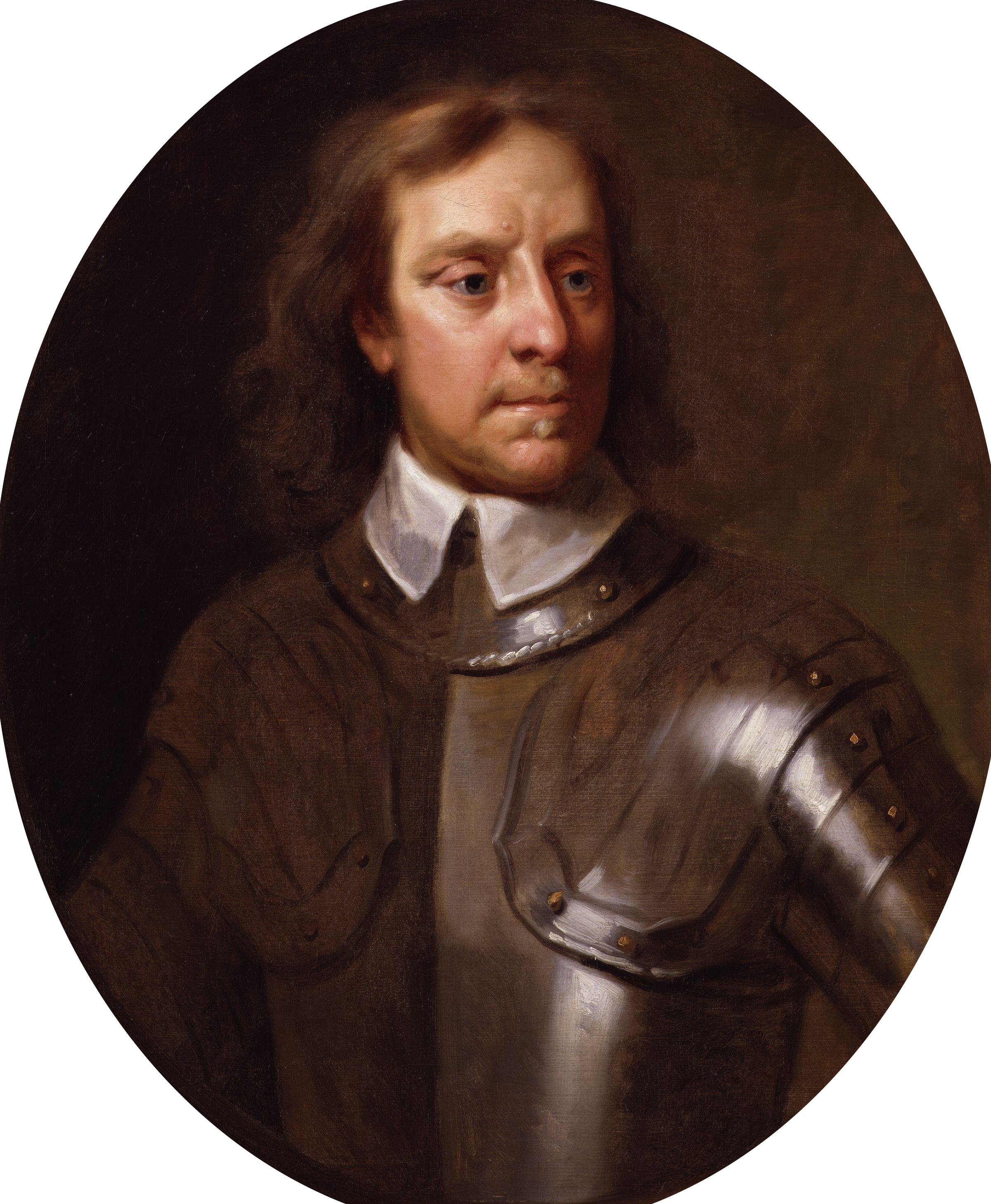
Портрет лорда-протектора Оливера Кромвеля. 1656. Холст, масло. Национальная портретная галерея, Лондон
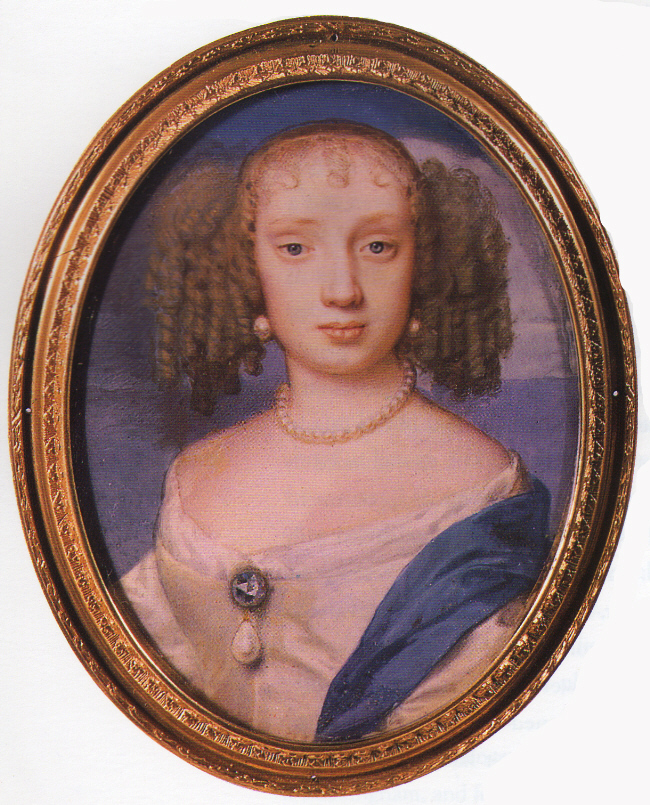
Генриетта Английская, герцогиня Орлеанская. Ок. 1660. Пергамент, акварель. Музей Виктории и Альберта, Лондон
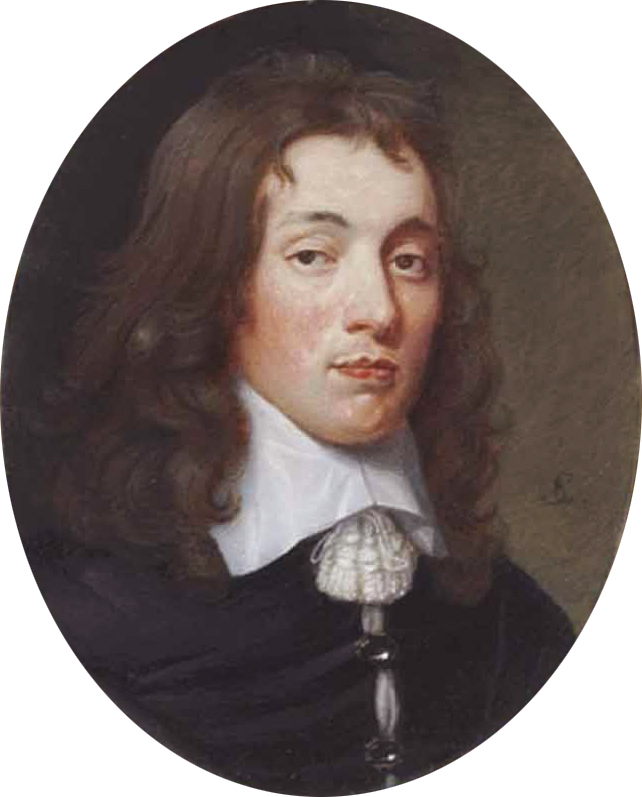
Томас Риверс. По оригиналу П. Лели. Пергамент, акварель. Частное собрание
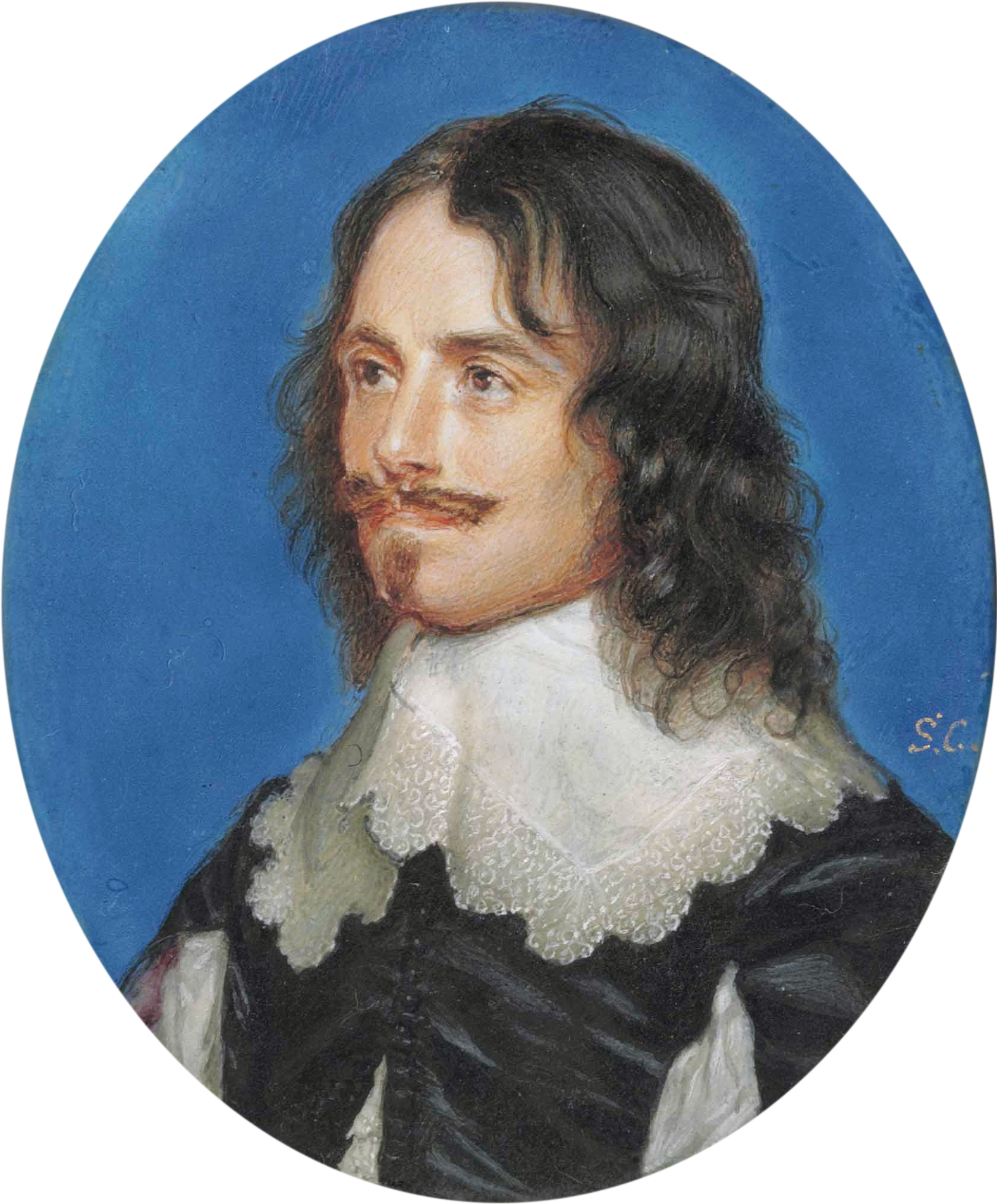
Уильям Скотт, позднее лорд Клеркингтон. Пергамент, акварель. Частное собрание